# Шорјаку
Шорјаку (正暦) је јапанска ера (ненко) која је настала после Еисо и пре Чотоку ере. Временски је трајала од новембра 990. до фебруара 995. године и припадала је Хејан периоду. Владајући монарх био је цар Ичиџо.

## Важнији догађаји Шорјаку ере
- 1. март 991. (Шорјаку 2, дванаести дан другог месеца): Бивши цар Енџу умире у 33 години.[3][4]
- 992. (Шорјаку 3): Као одговор на царску наредбу гувернер Наре, Куџо Канетоши гради нови комплекс храмова под именом Шорјаку-џи.[5]